# Forschungsrat Kältetechnik
Der Forschungsrat Kältetechnik ist ein eingetragener Verein, der die Forschung im Bereich der Technik zur Kälteerzeugung und ihrer Anwendung im wissenschaftlichen und technischen Bereich fördert. Er wurde 1957 in Karlsruhe gegründet. Sein heutiger Sitz ist Frankfurt am Main.

## Forschung
Der Forschungsrat fördert Untersuchungen zur Erzeugung und Anwendung von Kälte im gewerblichen, Haushalts- und Transportbereich, zur Klimatechnik in Gebäuden, zur Technik der Wärmepumpen sowie zur Tieftemperaturtechnik. Die Forschung zu diesen Themen ist als industrielle Gemeinschaftsforschung organisiert. Die Forschung wird durch das Bundesministerium für Wirtschaft und Technologie über die Arbeitsgemeinschaft industrieller Forschungsvereinigungen „Otto von Guericke“ gefördert oder eigenfinanziert durchgeführt. Er veröffentlicht die Ergebnisse als Untersuchungsberichte in einer eigenen Reihe.

## Mitglieder
Der Verein besteht aus ordentlichen und außerordentlichen Mitgliedern. Ordentliche Mitglieder sind Unternehmen überwiegend im deutschsprachigen und europäischem Raum, die in den Bereichen der Kältetechnik tätig sind. Außerordentliche Mitglieder sind überwiegend Forschungsinstitute. Eine Liste der ordentlichen und außerordentlichen Mitglieder des Vereins wird auf der Webseite des Forschungsrat Kältetechnik geführt. Im Unterschied zu der früheren Satzung sind aber jetzt die außerordentlichen Mitglieder in der Mitgliederversammlung nicht mehr stimmberechtigt, sondern nur beratend tätig, um damit die anwendungsorientierte Forschung für die Industrie zu stärken.